# Abihka, Upper Creek selo (Alabama)
Abihka, staro selo koje se po pričama Creek Indijanaca nalazilo negdje možda u području gornjeg toka Coose u Alabami, a osnovali su ga Abihka Indijanci koji su od nekog jačeg plemena potisnuti daleko na jug. Nakon što su došli u ovo područje osnovali su Creek konfederaciju apsorbiravši tamošnje skupine. Konfederacija je tada imala četiri plemena i nekih 40 gradova i sela u području oko rijeka Coosa, Chattahoochee, Tallapoosa i njihovih manjih pritoka.
Točna lokacija Abihke nije poznata, a nakon što su prozjerani na Indijanski teritorij osnovali su novu Abihku koja je prozvana Abihka-in-the-West.